# Rob Wittman
Robert Joseph Wittman, né le 3 février 1959 à Washington, est un homme politique américain. Membre du Parti républicain, il est élu de Virginie à la Chambre des représentants des États-Unis depuis 2007.

## Biographie
Rob Wittman est originaire de Washington. Il est diplômé d'un bachelor of science de l'institut polytechnique de Virginie en 1981, d'un master de santé publique de l'université de Caroline du Nord à Chapel Hill en 1990 et d'un doctorat de l'université du Commonwealth de Virginie en 2002.
Élu au conseil municipal de Montross en 1986, il est maire de la ville entre 1992 et 1996. De 1996 à 2005, il siège au conseil des superviseurs du comté de  Westmoreland, qu'il préside lors de son dernier mandat (2004-2005). Wittman est élu à la Chambre des délégués de Virginie en 2006.
Le 11 décembre 2007, il est élu à la Chambre des représentants des États-Unis à l'occasion d'une élection partielle provoquée par le décès de la représentante du 1er district de Virginie, Jo Ann Davis (en). Il est réélu pour un mandat complet l'année suivante en rassemblant 56,6 % des voix face au démocrate Bill Day (41,8 %). Il est réélu avec 63,9 % des suffrages en 2010, 56,3 % en 2012 et 62,9 % en 2014.
Il détient des intérêts financiers dans des entreprises du secteur de l'armement.